# عرب الشمال وعرب الجنوب
عرب الشمال وعرب الجنوب مصطلح جغرافي لتقسيم العرب، وهذا الاصطلاح يختلف حاليا عن معناه المقصود تاريخيا.

## الاستعمال التاريخي
يقصد بعرب الشمال على الإجمال بأنهم العرب العدنانيون، ومنازلهم شمال بلاد اليمن في تهامة والحجاز ونجد وما وراء ذلك شمالا إلى مشارف الشام والعراق، وهم يرجعون بأنسابهم إلى إسماعيل بن إبراهيم.
أما عرب الجنوب فيقصد بهم عرب اليمن أو القحطانيون، فهم ينتسبون إلى يعرب بن قحطان، ويعرفون العرب المتعربة.
وكان عرب الشمال ينكرون على اليمن لسانهم العربي.

## الاستعمال المعاصر
انتشر استعمال اصطلاح «عرب الشمال» لوصف العرب خارج الجزيرة العربية في بلدان الشام والعراق، ويبدو أن الاستعمال عنصري ليفرق بينهم وبين عرب الجزيرة العربية، وكان يوصف الشماليون بأنهم العرب التقدميون، بينما يسمى العرب الجزيرة العربية بأنهم العرب الرجعيون، ولذا يعد البعض بأن الخلاف ليس سياسيا فقط، وإنما هو خلاف ثقافي بين المثقفين والإعلاميين والتوجهات الإيديولوجية.
كما استعملت اصطلاحات أخرى لتقسيم العرب بالإضافة لعرب الشمال وعرب الجنوب مثل عرب الصحراء وعرب الماء (عرب الصحراء هم عرب الجزيرة العربية وعرب الماء هم عرب العراق والشام)، وكذلك عرب المحور وعرب الأطراف (عرب المحور يقصد بهم هم عرب العراق والشام ومصر).
وكان كثير من مثقفي الجزيرة العربية يقرون بفوقية من يوصف بعرب الشمال خلال النصف الأول من القرن العشرين وأواسطه، ويتعاملون معهم بشيء من الإكبار والإقرار ضمنا بهذه الفوقية، وأنهم أرقى مدنية وتحضرا، وذلك بسبب فضلهم في التعليم الأولي وبدايات التعليم الأكاديمي.
ويرى عرب الجزيرة العربية أن الانقلابات العربية في دول عرب الشمال كانت هي السبب الأول الذي جعلها دولا متخلفة، بينما يأخذ عرب الهلال الخصيب وبلاد الرافدين بوجهة نظر ابن خلدون الذي يرى البداوة العربية التي تقوم على رعي الإبل وكأنها مرحلة بدائية مضادة للحضارة وسابقة لها.
ويبدو أن مصطلح «عرب الشمال» مستعمل كثيرا على تويتر بواسطة الذباب الإلكتروني.

## روابط خارجية
- "عرب الشمال" مصطلح عنصري تتعمد أبواق الأنظمة طرحه وتداوله ..لماذا؟ على يوتيوب